# Hermann von Brandenstein (General, 1821)
Carl Hermann von Brandenstein (* 23. August 1821 in Leipzig; † 17. Juli 1891 in Dresden) war ein sächsischer Generalleutnant. Zur Zeit des Deutschen Krieges vermittelte er zwischen Sachsen, Österreich und Preußen.

## Leben

### Herkunft
Hermann entstammte dem thüringischen Adelsgeschlecht Brandenstein. Er war der Sohn des preußischen Oberstleutnants Karl Adolf Freiherr von Brandenstein (1778–1854) und dessen Ehefrau Frederike Albertine Adelheid, geborene von Wietersheim (1789–1857). Seine Schwester Karoline († 1848) heiratete Robert von Beust, Herr auf Blankenau.

### Militärkarriere
Nach dem Studium an der Universität Leipzig, wo er 1839 Mitglied des Corps Saxonia Leipzig wurde, schlug Brandenstein die Offizierslaufbahn in der Sächsischen Armee ein. 1847 war er Sekondeleutnant in Dresdens Reiter-Kaserne. 1851 avancierte er zum Premierleutnant und Adjutanten. Er kam 1857 als Rittmeister in den Generalstab, diente in einem Kavallerieregiment und war 1861/62 Adjutant des Kriegsministers Bernhard von Rabenhorst. Als Major wurde Brandenstein am 1. April 1863 zum sächsischen Vertreter des IX. Armee-Korps bei der Bundesmilitärkommission ernannt. 1866 zum Oberst im Kriegsministerium befördert, wurde er im selben Jahr sächsischer Militärbevollmächtigter in Berlin.
Mitte Dezember 1866 stellte Brandenstein in einem Anschreiben zum Entwurf der Verfassung des Norddeutschen Bundes fest, dass eine vollständige Annahme dieser Verfassung die Aufgabe jeder militärischen Selbständigkeit bedeuten würde. In seiner Position als Militärbevollmächtigter war er auch einer der vier sächsischen Bevollmächtigten im Bundesrat des Norddeutschen Bundes, neben dem Finanz- und Außenminister Richard von Friesen, dem Ministerialdirektor im Innenministerium Christian Albert Weinlig und dem Geheimen Finanzrat Hans von Thümmel. Als Generalmajor (seit 24. Januar 1870) bekleidete Brandenstein diese Ämter bis April 1870 und wurde dann aus gesundheitlichen Gründen in den vorläufigen Ruhestand versetzt. Sein Nachfolger im Amt wurde Bernhard von Holleben genannt von Normann.
Nach der Deutschen Reichsgründung, in der ersten Jahreshälfte 1873, vertrat Brandenstein als erfahrener Diplomat die sächsischen Interessen im neu gegründeten Bundesrat, bevor er endgültig aus dem Militär- und Diplomatendienst ausschied. 1874 erhielt er den Charakter als Generalleutnant.

## Ehrungen
Brandenstein wurde mit folgenden Orden beliehen:
- Ritterkreuz I. Klasse des Hausordens vom Weißen Falken (1858)
- Orden der Eisernen Krone III. Klasse (1858)
- Komtur II. Klasse des Herzoglich Sachsen-Ernestinischen Hausordens (1866)
- Komtur I. Klasse des Sächsischen Verdienstordens (1870)
- Roter Adlerorden II. Klasse (1870)
- Königlicher Kronen-Orden 2. Klasse (1870)